# Itrij
Ítrij je kemični element, ki ima v periodnem sistemu simbol Y (latinsko Yttrium) in atomsko število 39. Ta srebrno siva prehodna kovina je pogosta v redkozemeljskih mineralih in dve od njenih sestavin se uporabljata kot luminofor za rdečo barvo pri izdelavi barvnih televizorjev.